# Asia Rugby
Asia Rugby è l’organismo di governo del rugby a 15 in Asia.
Nato nel 1968 a Bangkok con il nome di Asian Rugby Football Union (ARFU o A.R.F.U.) come organismo di coordinamento continentale, divenne ramo asiatico dell'International Rugby Football Board negli anni novanta e organizza dal 1969 il proprio campionato continentale, una delle più anziane competizioni di rugby internazionale tuttora disputate.
Al 2019 le federazioni su cui ha giurisdizione sono 31, 17 delle quali affiliate anche a World Rugby.
La sua sede è a Hong Kong e il suo presidente è, dal novembre 2017, l'indiano Aga Hussain.

## Storia
Il rugby a 15 è presente in Asia fin dalla fine del XIX secolo, ivi esportato dalle guarnigioni britanniche che lo praticavano nel tempo libero.
Il primo club del continente fu lo Yokohama F.C. in Giappone nel 1866, e progressivamente il gioco si espanse anche sulla terraferma, a iniziare dai dominions quali per esempio Hong Kong e India.
Nel 1873 nacque il Calcutta F.C. che si sciolse dopo soli quattro anni di attività per mancanza di avversari e la cui dotazione di cassa fu fusa per farne una coppa che oggi è nota come Calcutta Cup.
Nel 1879 nacque il primo organismo di governo in Asia, a Ceylon, anche se una union indipendente ivi nacque solo nel 1910.
A inizio XX secolo anche il Siam vide la nascita del suo primo club, a Bangkok e nel 1937 diede vita alla propria federazione.
Nel secondo dopoguerra il rugby uscì dall'ambito degli espatriati: se i britannici addetti al settore petrolifero formarono club e federazioni nell'area del Golfo Persico, in Unione Sovietica centrale si sviluppava il gioco tra i locali anche grazie all'interessamento dei piloti aeronautici Jurij Gagarin e Vladimir Il'jušin, primo presidente della federazione rugbistica in URSS (anche se il Paese in seguito si affiliò alla confederazione europea).
Il 15 dicembre 1968 i rappresentanti di 8 federazioni (Giappone, Hong Kong e Thailandia capifila, più a seguire Ceylon, Corea del Sud, Malaysia, Singapore e Taipei Cinese) si riunirono a Bangkok per istituire una federazione continentale, che prese il nome di Asian Rugby Football Union (ARFU) il cui primo presidente fu il giapponese Masoa Yukawa.
Tre mesi dopo quel meeting prendeva il via anche il primo campionato asiatico di rugby, che si tenne allo stadio Principe Chichibu di Tokyo tra cinque nazionali: fu proprio il Giappone la squadra a laurearsi prima campione continentale.
Il torneo, originariamente inteso come annuale, dalla terza edizione divenne biennale e tale rimase fino al 2004, quando la formula successivamente cambiò.
A livello maschile i dominatori dell'area sono i giapponesi, al 2021 campioni continentali 25 volte su 32 edizioni di campionato.
Il Giappone è anche l'unico rappresentante storico di Asia Rugby alla Coppa del Mondo maschile, avendo preso parte, unica squadra del continente, a tutte le edizioni del torneo; a livello femminile, altresì, le giocatrici del Sol Levante condividono la supremazia regionale con Kazakistan e Cina.
Il 31 maggio 2015, con effetto dal giorno successivo, l'ARFU cambiò il proprio nome in Asia Rugby per uniformare la propria nomenclatura a quella di World Rugby e delle altre emanazioni continentali dell'organizzazione mondiale.
Dal 23 novembre 2017 Asia Rugby è presieduta da Aga Hussain, primo indiano a ricoprire tale posizione, già giocatore e capitano della prima apparizione ufficiale dell'India nel 1998.

## Competizioni
A livello seniores Asia Rugby organizza dal 1969 il proprio campionato continentale maschile, che dal 2015 ha il nome di Asia Rugby Championship.
Al 2021 si sono tenute 32 edizioni di torneo, che ha avuto fino al 2004 cadenza biennale e, successivamente, annuale.
Si tratta di uno dei più antichi tornei internazionali di rugby nonché il quinto più longevo tra quelli ancora in calendario dopo il Sei Nazioni e i campionati europei, nordamericani e sudamericani.
Il Giappone ha vinto 25 di tali edizioni di torneo sulle 32 tenutesi, molte delle quali avente anche valore di qualificatoria alla Coppa del Mondo.
Seconda miglior nazionale maschile del continente è la Corea del Sud, cinque volte campione asiatica e, a seguire, Hong Kong, campione delle due più recenti edizioni, nel 2018 e 2019.
Dal 2006 organizza altresì Asia Rugby Women's Championship (nato come ARFU Women's Championship), torneo divenuto anch'esso eliminatoria per le qualificazioni alla Coppa del Mondo femminile.
La supremazia in tale competizione è stata suddivisa tra Kazakistan e Giappone con un breve intermezzo della Cina.
Di fatto le ex sovietiche furono le dominatrici del torneo fino al riposizionamento federale sul rugby a 7 in chiave olimpica, mentre il Giappone ha approfittato del vantaggio di unica potenza regionale rimasta nel rugby a 15 continentale femminile.
Nel rugby a 7, altresì, organizza annualmente dal 2009 l'Asia Rugby Sevens sia maschile che femminile, campionato continentale itinerante che si basa sui risultati di varie tappe disputate presso diverse città asiatiche; tale competizione funge anche, quando necessario, come qualificazione ai tornei olimpici maschili e femminili di rugby a 7.

## Federazioni associate
Federazioni rugbistiche affiliate o associate ad Asia Rugby al 24 dicembre 2021.
Dal 13 ottobre 2021 l'Azerbaigian non è più parte di Rugby Europe ed è affiliato ad Asia Rugby.
In grassetto le federazioni fondatrici.
In corsivo quelle affiliate ad Asia Rugby ma non a World Rugby.
Gli anni tra parentesi sono relativi all'affiliazione a World Rugby.
- Afghanistan[11]
- Arabia Saudita[11]
- Azerbaigian (2004)
- Bangladesh
- Brunei (2013)
- Cina (1997)
- Corea del Sud (1988)
- Emirati Arabi Uniti (2011)
- Filippine (2008)
- Giappone (1987)
- Giordania

- Guam (1998)
- Hong Kong (1988)
- India (1999)
- Indonesia (2013)
- Iran (2011)
- Kazakistan (1997)
- Kirghizistan (2004)
- Laos (2004)
- Libano[12]
- Macao[11]

- Malaysia (1988)
- Mongolia (2004)
- Nepal
- Pakistan (2008)
- Qatar
- Singapore (1989)
- Siria
- Sri Lanka (1988)
- Taipei Cinese (1988)
- Thailandia (1989)
- Uzbekistan (2014)